# Robert Duff
Robert Duff (ur. 8 maja 1835 w Stonehaven, zm. 15 marca 1895 w Sydney) – brytyjski żołnierz i polityk, członek Partii Liberalnej. W latach 1861–1893 poseł do Izby Gmin, a następnie od 1893 aż do śmierci gubernator Nowej Południowej Walii.

## Życiorys
Pochodził ze Szkocji. W wieku trzynastu lat wstąpił do Royal Navy, gdzie po osiemnastu latach służby doszedł do stopnia komandora. W 1861 został wybrany do Izby Gmin jako kandydat Partii Liberalnej w okręgu wyborczym Banffshire w Szkocji. W latach 1882–85 był jednym z whipów, zaś w 1886 był krótko jednym z Lordów Admiralicji.
W marcu 1893 został mianowany gubernatorem Nowej Południowej Walii, wkrótce potem otrzymał Order św. Michała i św. Jerzego najwyższej klasy Rycerz Wielkiego Krzyża, co pozwoliło mu dopisywać przed nazwiskiem tytuł sir. Oficjalnie objął urząd w maju 1893. W lutym 1895 ciężko zachorował podczas wizyty w Hobart. Został przewieziony do swojej siedziby w Sydney, gdzie 15 marca zmarł w wieku 59 lat. Stwierdzonymi przyczynami zgonu były sepsa oraz ropnie wątroby. Został pochowany na cmentarzu w Waverley, jednej z dzielnic Sydney. Pozostaje jedynym gubernatorem w całej historii Nowej Południowej Walii, który zmarł w trakcie pełnienia urzędu (gubernator David Martin miał w trakcie swojej kadencji terminalną postać nowotworu, jednak na trzy dni przed śmiercią złożył formalną rezygnację).